# Vecsey József (altábornagy)
Vecse böröllő izsákfai Vecsey József Alajos (Komárom, 1822. május 22. – Graz, Ausztria, 1890. március 3.) tábornok, kamarás, altábornagy, belső titkos tanácsos.

## Élete
Vecsey János komáromi térhadnagy és Nagy Klára egyetlen fia. Korán árvaságra jutott és nagybátyja, Vecsey Ferenc gyámsága alá került. Édesanyja újra férjhez ment Tomaselly ezredeshez, de a házasság gyermektelen maradt, így mostohaapja is nagy szeretettel nevelte. A katonai pályán nagy előmeneteleket tett. Mint főhadnagy részt vett az olaszok elleni hadjáratban, például Cseppo bevételénél, a pontafeli csatában és Velence körülzárásánál. 1849-ben vezérkari kapitány, később őrnagy. Őrnagyként vett részt az olasz háborúban, ahol a solferinói csatában kitüntette magát. 1878-ban altábornaggyá nevezték ki, s a boszniai hadjáratban 1878. szeptember 21-én Senković-Badin-Odziak melletti csata fényes győzelmet hozott. Ezért 1879. május 2-án a Mária Terézia-rend vitézévé nevezték ki és ugyanazon év augusztus 27-én bárói rangott kapott. Végül Buda várában hadtestparancsnok-helyettes volt, de néhány havi szolgálat után saját kérelmére, 1888-ban mint táborszernagy nyugalmazták.
Felesége Kopetzky Friderika volt, akivel 1855-ben kötött házasságot. 7 gyermekük közül Gyula, Imre és Rudolf még gyermekkorukban elhaltak. Továbbiak: Ernő (1859-?) főhadnagy volt a 3. sz. dragonyos-ezredben, Emil (1863-?) főhadnagy volt a 18. sz. gyalogezredben, Gusztáv (1866-?) és Friderika.